# Ernest Kirkendall
Ernest Kirkendall (ur. 6 lipca 1914 w East Jordan w USA, zm. 22 sierpnia 2005 w Alexandrii w USA) – amerykański chemik i metalurg. Do jego największych osiągnięć naukowych należy odkrycie i opisanie tzw. efektu Kirkendalla (1947).

## Życiorys

### Dzieciństwo i młodość
Ernest Kirkendall urodził się 6 lipca 1914 roku w East Jordan w stanie Michigan. Dorastał w Highland Park, mieście leżącym na drugim krańcu rodzimego stanu. W 1930 roku rozpoczął naukę na Wayne State University w Detroit. Ukończył ją w 1934 roku z tytułem inżyniera. Edukację kontynuował w nowej placówce. Rok po ukończeniu pierwsze stopnia studiów  otrzymał tytuł magistra na University of Michigan. Po trzyletnim toku nauczania doktoranckim w 1938 roku otrzymał tytuł doktora nauk technicznych Katedry Metalurgii. Powróciwszy na pierwszą uczelnie objął stanowisko nauczyciela (1937–1941), a następnie został asystentem naukowym (1941–1946).

### Praca naukowa i kariera zawodowa

#### Dorobek naukowy
Od 1935 roku Kirkendall poświęcił się pracy na uczelni w Katedrze Metalurgii University of Michigan. Zafascynowały go prace wielu wybitnych, ówczesnych naukowców m.in. R. F. Mehla (1898-1976) – jego późniejszego największego krytyka. W kręgu jego zainteresowania znalazły się mechanizmy dyfuzji w ciałach stałych oraz wykres równowagi mosiądzu oraz wydzielanie się jego faz α i γ. Z tego powodu jego główny nurt badawczy skupił się na połączeniu obydwu zainteresowań. Wielu naukowców przed nim dokonało podobnych eksperymentów, lecz żaden z nich w pełni nie odpowiedział na pytania dotyczące mechanizmu dyfuzji w tych materiałach. Powziął myśl dokonania pomiaru współczynników dyfuzji miedzi i cynku w mosiądzu. Zaprojektował do tego celu nową metodykę badań, która miała posłużyć do napisania pracy doktorskiej. Pierwsze wnioski płynące z jego doświadczeń były bardzo odważne. Nie pokrywały się one z ówcześnie przyjętymi teoriami i prawami rządzącymi dyfuzją. Podczas obrony pracy doktorskiej, nawet sam promotor próbował podważyć wyniki badań.
Po uzyskaniu tytułu doktora rozpoczął pracę w charakterze nauczyciela akademickiego na Wayne State University. Nie będąc pod wpływem swojego byłego promotora postanowił kontynuować tematykę zaczętą podczas toku nauczania. Dokładnie w czasie, gdy podejmował się nowej pracy jego uczelnia uzyskała status uniwersytetu. Niestety brakowało na niej dobrej aparatury badawczej. Dobry znajomy Kirkendalla pracował w Ford Motor Company przy lampach rentgenowskich. Młody naukowiec otrzymał od niego plany i podręczniki dotyczącego tego urządzenia. Na ich podstawie skonstruował na swoje potrzeby własną lampę. Uważał, że badania rentgenowskie dadzą mu niepodważalne wyniki. Kirkendall opublikował je w 1942 roku. W tym samym czasie dwójka naukowców Huntington i Seitz niezależnie zaproponowała istnienie nowego mechanizmu dyfuzyjnego, który był zbieżny z doświadczalnymi wynikami Kirkendalla. W tym okresie większość uwagi w Stanach Zjednoczonych była zwrócona ku świeżo wypowiedzianej wojnie. Zagadnienia naukowego związane z tą dziedziną ukazały się bez echa.
Po publikacji już drugich wyników, do Kirkendalla przyłączyła się studentka Alice Smigelskas. Laboratorium jakim dysponował nadal było słabo wyposażone. On i jego asystentka z poświęceniem czuwali na zmianę przy ręcznie kontrolowanym piecu. Na podstawie długotrwałego eksperymentu zaproponował tezę o istnieniu nowego mechanizmu dyfuzji oraz o fakcie, iż współczynnik dyfuzji cynku w miedzi, jest większy niż wielkość samodyfuzji miedzi.
Praca badawcza zakończyła się krótko po końcu II wojny światowej. Kirkendall przesłał wyniki do czasopisma Transactions of the AIME. W kwietniu 1946 roku trafiły one na biurko recenzenta, którym jak później okazało się był Robert Mehl. Po lekturze wyników odrzucił zawarte w nich tezy i postanowił wstrzymać ich druk na dłużej, niż pół roku. Mehl był również konsultantem w Climax Molybdenum Company Research Laboratory. Przyjaciele Kirkendalla z tej spółki zasugerowali Mehlowi, aby zamieścił obszerny komentarz i sugestie odnośnie do wyników, jednocześnie umożliwiając ich druk. Recenzent ugiął się po tymi prośbami. Artykuł Kirkendalla i Smigelskas ukazał się w 1947 roku. Był to jeden z nielicznych ówczesnych przypadków, gdzie długość komentarzy i dyskusji była dłuższa od prezentowanych wyników.
R. F. Mehl był nadal sceptyczny wobec opublikowanych wyników. Do jego zespołu dołączył młody asystent daSilva z Brazylii. Oboje postanowili obalić tezy zaproponowane przez Kirkendalla. Rozpoczęli szereg doświadczeń mających na celu określenie wielkości dyfuzji wzajemnej pomiędzy wieloma składnikami różnych stopów metalicznych. Ku wielkiemu zdziwieniu Mehla otrzymane przez niego wyniki potwierdziły tezy Kirkendalla.

#### Zmiana ścieżki życia
Przez wiele lat uważano, że Kirkendall zrezygnował z pracy naukowca ze względu na silny opór z jakim spotkały się jego publikacje. Prawdziwym powodem zmiany była sytuacja ekonomiczna doktora. Przyjął on lepiej płatną propozycję zostania sekretarzem w American Institute of Mining and Metallurgical Engineers (AIME) w Nowym Jorku. Piastował to stanowisko od roku 1947, aż do 1965. Od 1966 roku do 1979 zasiadał w zarządzie American Iron and Steel Institute jako wiceprezes.

#### Koniec konfliktu
Na seminarium odbywającego się w dniach 21-27 października 1950 roku zjechali się najwybitniejszy naukowcy ze Stanów Zjednoczonych. Podczas niego zatwierdzono słuszność równania Darkena, wakancyjnego mechanizmu dyfuzyjnego zaproponowanego przez Huntingtona i Seitza oraz efekt Kirkendalla. Mehl publicznie przeprosił za swój opór wobec badań Ernesta Kirkendalla i przedstawił wyniki przygotowane przez jego zespół.
Kirkendall zerwał kontakty ze światem nauki. Spotkał się ze swoim największym krytykiem, dopiero krótko przed jego śmiercią. Robert Mehl osobiście przeprosił go za blokowanie publikacji.

### Schyłek życia
Zmarł 22 sierpnia 2005 roku w Alexandrii. 4 września odbyła się ceremonia żałobna z udziałem rodziny. Pozostawił dwie córki oraz wnuki.

## Uhonorowanie naukowca
W 1984 roku dostąpił zaszczytu zasiadania w College of Engineering's Hall of Fame. Jego nazwiskiem nazwano efekt, którego był odkrywcą. Do samej śmierci uważał, że jego badania i odkrycie nie było istotne. Mimo wszystko w październiku 1991 roku podczas spotkania The Minerals, Metals & Materials Society (TMS) odbyło się sympozjum dotyczące efektu Kirkendalla. Jego organizatorzy chcieli przypomnieć naukowcom o wadze tego odkrycia i zmianą jakie zapoczątkowało.